# Oliver Neuville
Pour les articles homonymes, voir Neuville.
Oliver Patric Neuville est un footballeur allemand né le 1er mai 1973 à Locarno (Suisse). Il a été international allemand à 69 reprises et jouait au poste d'attaquant (1,71 m - 66 kg).

## Biographie
Fils d'un Allemand et d'une Italienne, Oliver hérite du nom francophone de son grand-père d'origine belge. 
Il est l'un des joueurs les plus régulièrement utilisés en équipe nationale d'Allemagne entre 1998 et 2008. Ce joueur rapide et précis dans ses passes est un attaquant plus passeur que buteur, n'hésitant pas à s'excentrer, notamment sur le côté gauche.
Surtout remarqué lorsqu'il évolue au Bayer Leverkusen de 1999 à 2004, il possède la particularité de ne jamais remporter de trophée majeurs, et ceci malgré sa renommée. Il partage cette particularité avec la plupart de ses coéquipiers à Leverkusen : Carsten Ramelow, Jens Nowotny et Bernd Schneider, tous internationaux, et qui possèdent un palmarès vierge. Seul Michael Ballack, déjà titré avec le 1. FC Kaiserslautern, le sera à nouveau par la suite avec le Bayern Munich.
L'année 2002 est l'apogée de cette génération de joueurs. En effet, ils réussissent l'exploit de terminer deuxième lors de chaque compétition : en championnat, en Coupe d'Allemagne, en Ligue des Champions et même en Coupe du monde ! 
Lors de la Coupe du monde 2002, Oliver Neuville est souvent préposé aux conférences de presse, parce qu'il peut s'exprimer en allemand, en français et en italien. Durant la compétition, il marque son premier but en Coupe du monde lors d'un match face au Paraguay comptant pour les 1/8e de finale
En 2006, il dispute sa deuxième Coupe du monde et s'offre son second but dans la compétition lors d'un match face à la Pologne comptant pour le premier tour. L'Allemagne terminera troisième du tournoi.
Malgré ses 35 ans, Oliver Neuville est retenu dans la liste des 23 joueurs sélectionnés pour disputer l'Euro 2008. 
En 2010, après six saisons passées au Borussia Mönchengladbach, il décide de rejoindre l'Arminia Bielefeld. 
Le 7 décembre 2010, il résilie son contrat avec l'Arminia et décide de mettre un terme à sa carrière.

## Carrière
- 1991-1992 : FC Locarno ( Suisse)
- 1992-1996 : Servette FC ( Suisse)
- 1996-1997 : CD Tenerife ( Espagne)
- 1997-1999 : Hansa Rostock ( Allemagne)
- 1999-2004 : Bayer Leverkusen ( Allemagne)
- 2004-2010 : Borussia Mönchengladbach ( Allemagne)
- 2010-Décembre 2010 : Arminia Bielefeld ( Allemagne)[1]

## Palmarès

### En sélection
- Finaliste de la Coupe du monde 2002 avec l'Allemagne.
- Troisième de la Coupe du monde 2006 avec l'Allemagne.
- Finaliste de l'Euro 2008 avec l'Allemagne.

### Buts en sélection
| Buts en sélection de Oliver Neuville | Buts en sélection de Oliver Neuville | Buts en sélection de Oliver Neuville | Buts en sélection de Oliver Neuville | Buts en sélection de Oliver Neuville | Buts en sélection de Oliver Neuville | Buts en sélection de Oliver Neuville |
| #                                    | Date                                 | Lieu                                 | Adversaire                           | Score                                | Résultats                            | Compétitions                         |
| ------------------------------------ | ------------------------------------ | ------------------------------------ | ------------------------------------ | ------------------------------------ | ------------------------------------ | ------------------------------------ |
| 1                                    | 31 mars 1999                         | Frankenstadion, Nuremberg            | Finlande                             | 2-0                                  | 2-0                                  | Éliminatoires Euro 2000              |
| 2                                    | 14 novembre 2001                     | Westfalenstadion, Dortmund           | Ukraine                              | 2-0                                  | 4-1                                  | Barrages de la Coupe du monde 2002   |
| 3                                    | 27 mars 2002                         | DKB-Arena, Rostock                   | États-Unis                           | 2-1                                  | 4-2                                  | Match amical                         |
| 4                                    | 15 juin 2002                         | Jeonju World Cup Stadium, Seogwipo   | Paraguay                             | 1-0                                  | 1-0                                  | Coupe du monde 2002                  |
| 5                                    | 8 octobre 2005                       | Atatürk Olympic Stadium, Istanbul    | Turquie                              | 1-2                                  | 1-2                                  | Match amical                         |
| 6                                    | 22 mars 2006                         | Westfalenstadion, Dortmund           | États-Unis                           | 2-0                                  | 4-1                                  | Match amical                         |
| 7                                    | 27 mai 2006                          | Mage Solar Stadion, Fribourg         | Luxembourg                           | 6-0                                  | 7-0                                  | Match amical                         |
| 8                                    | 27 mai 2006                          | Mage Solar Stadion, Fribourg         | Luxembourg                           | 7-0                                  | 7-0                                  | Match amical                         |
| 9                                    | 14 juin 2006                         | Westfalenstadion, Dortmund           | Pologne                              | 1-0                                  | 1-0                                  | Coupe du monde 2006                  |
| 10                                   | 31 mai 2008                          | Veltins-Arena, Gelsenkirchen         | Serbie-et-Monténégro                 | 1-0                                  | 2-1                                  | Match amical                         |

### En club
- Champion de Suisse en 1994 avec le Servette FC
- Finaliste de la Ligue des champions en 2002 avec le Bayer Leverkusen
- Finaliste de la Coupe d'Allemagne en 2002 avec le Bayer Leverkusen
- Champion d'Allemagne de D2 en 2008 avec le Borussia Mönchengladbach

## Statistiques
- 41 matchs et 10 buts en Ligue des Champions
- 6 matchs et 0 but en Coupe de l'UEFA
- 334 matchs et 91 buts en 1re division allemande
- 46 matchs et 17 buts en 2e division allemande
- 108 matchs et 41 buts en 1re division suisse
- 33 matchs et 5 buts en 1re division espagnole